# Мартемьянов, Валентин Семёнович
Валенти́н Семёнович Мартемья́нов (7 марта 1932, Москва — 5 ноября 1994, Москва) — советский и российский правовед, профессор, депутат Государственной думы первого созыва.

## Биография
Родился в Москве 7 марта 1932 года.
В 1949 году поступил на юридический факультет МГУ. В 1968 году защитил кандидатскую диссертацию на тему «Разграничение судебной и административной ответственности по гражданским делам». В 1981 году защитил докторскую диссертацию на тему «Проблемы правового регулирования деятельности местных Советов в сфере имущественных отношений».
Работал на практической работе в правоохранительных и правоприменительных органах: помощник районного прокурора и прокурор отдела по надзору за рассмотрением в судах гражданских дел прокуратуры Ярославской области, следователь районной прокуратуры Москвы, прокурор отдела по надзору за рассмотрением в судах гражданских дел прокуратуры Москвы и Прокуратуры РСФСР, консультант приемной Председателя Президиума Верховного Совета РСФСР.
С 1968 года преподавал во Всесоюзном юридическом заочном институте сначала в должности доцента, с 1982 года был профессором кафедры гражданского права. В 1988 году возглавил кафедру хозяйственного права.

Могила В. С. Мартемьянова на Троекуровском кладбище

В 1993 году был избран депутатом Государственной Думы РФ от фракции КПРФ. Был членом комитета по собственности, приватизации и хозяйственной деятельности.
В 1994 году, 1 ноября в своём подъезде был жестоко избит и ограблен и 5 ноября скончался в больнице от полученных ран. Ни заказчики, ни исполнители убийства найдены не были.
Похоронен на Троекуровском кладбище.